# Sfinks mačka
Sfinks je najpoznatija bezdlaka pasmina domaće mačke.

## Podrijetlo
Mutacija koja stvara bezdlake mačke zabilježena je nekoliko puta od kraja 19.stoljeća, a prvim sfinksom smatra se mačak rođen 1966. godine, koji nije imao potomke.
Od  1978.  godine u Torontu je dugodlaka mačka imala legla s bezdlakim mačićima. Jedan od njih je u Europi sparen s mačkom pasmine devon rex, iz čega je nastalo bezdlako potomstvo. Zaključeno je da je recesivni gen sfinksa dominantan nad genom devon rexa.

## Karakteristike
Sfinks je prepoznatljiv po naizgled bezdlakom, 'paperjastom' pokrovu tijela.
Stoga je osjetljiv na povećanu toplinu i hladnoću, zahtijeva redovitu njegu kože i držanje unutar kuće.
Po naravi je znatiželjna, zaigrana i inteligentna mačka, vrlo prisna s vlasnikom.

## Tjelesna obilježja
- tijelo: oblo, mišićavo, sa snažnim prsnim košem
- glava: izdužena, visokih jagodica i naglašene brade
- oči: vrlo velike, lagano ukošene
- uši: vrlo velike, široke u bazi, otvorene
- rep: sužava se prema vrhu, oblik biča
- dlaka: 'paperje'
- boje: dopuštene su mnoge boje i kombinacije boja

## Vanjske poveznice
- CFA, Profil pasmine  Arhivirana inačica izvorne stranice od 28. srpnja 2012. (Wayback Machine)